# Майдан-Олександрівський
Майдан-Олександрівський — село в Україні, у Віньковецькій селищній громаді Хмельницького району Хмельницької області. Населення становить 981 особу (з 385 дворів).

## Загальні відомості
На заході Майдан-Олександрівський межує з селищем Гута, на північний захід лежить село Великий Олександрів, а на південний схід — села Балки та Майдан-Карачієвецький.
Сьогодні на території поселення діють: Приватне підприємство ФОП Степанов, будинок культури, бібліотека, загальноосвітня школа, сільська лікарська амбулаторія.

## Населення

### Мова
Розподіл населення за рідною мовою за даними перепису 2001 року:
| Мова            | Кількість | Відсоток |
| --------------- | --------- | -------- |
| українська      | 1101      | 99.46%   |
| російська       | 4         | 0.36%    |
| інші/не вказали | 2         | 0.18%    |
| Усього          | 1107      | 100%     |

## Історія
Майдан-Олександрівський, на думку Є.Сіцінського, заснували молдовани та цигани. Село належало старовинному польському дворянському роду Замойських. Генерал Людерс отримавши його від Стадницьких змінив первісну назву, Майдан-Поросятківський, на нинішню.
З церковних літописів відомо, що за священника Івана Лотоцького (1790⁣ — ⁣1813 рр.) було здійснено перехід жителів села з унії в православ'я. У 1874 році за кошти парафіян і казни збудовано церкву на честь Св. Іоанна Предтечі. Церква мала 51 дес. землі.
На початку XX ст. Майдан-Олександрівський входив до Капустянської волості Ушицького повіту. Тут нараховувалось 224 двори, мешкало 735 жителів.
7 (20) листопада 1917 року, відповідно до Третього Універсалу Української Центральної Ради, увійшло до складу Української Народної Республіки.
Перша рада селянських депутатів у Майдані-Олександрівському була утворена на початку 1921 р. Перша сесія Майдано-Олександрівської сільської ради, що відбулась на початку січня 1940 р., обрала керівний склад, затвердила секції. З липня 1941 р. по березень 1944 р., діяльність сільради було припинено, а на початку квітня 1944 р. відновлено. До складу Майдано-Олександрівської сільської ради ввійшло село Гута. Згідно з Указом Верховної Ради УРСР від 30 грудня 1962 р., Віньковецький район ліквідовувався, а Майдано-Олександрівська сільська рада підпорядковувалася Ярмолинецькому, а з 1965 р. Новоушицькому району.
8 грудня 1966 р., коли Віньковецький район знову відновився, Майдано-Олександрівська сільська рада увійшла до його складу. З того часу її підпорядкування не змінювалось.
Восени 1951 року в Майдані-Олександрівському на конспіративній квартирі (в районі другої бригади) було вбито Керівника Віньковецького Надрайонного проводу ОУН Василя Николина («Мороз», «Хмель», «Богдан») та ще одного повстанця Гандзюк Михайла («Терентій»). З цього моменту офіційно вважається припинення боротьби ОУН на Віньковеччині.
12 червня 2020 року, відповідно до розпорядження Кабінету Міністрів України № 727-р «Про визначення адміністративних центрів та затвердження територій територіальних громад Хмельницької області», увійшло до складу Віньковецької селищної громади.
19 липня 2020 року, після ліквідації Віньковецького району, село увійшло до Хмельницького району.

## Пам'ятки історичного та природоохоронного фонду
- Старообрядницька дерев'яна церква 1835 р.

## Персоналії

### Народилися
- Сосна Василь Петрович (1947) — кандидат філософських наук, викладач.
- Квасневський Олександр Леонідович (2 листопада 1948) — доктор медичних наук, головний лікар.
- Штогрин Антоніна Олексіївна (Анісімова) (29 червня 1967) — українська художниця, член Національної спілки художників України від 2010 року.
- Анісімов Микола Олексійович (12 грудня 1962) — український художник (графік). Член Національної спілки художників України від 2008 року.
- Юрко Юрченко (справжнє ім'я — Юрій Володимирович Нечистяк) (24 листопада 1972) — український співак, композитор, лідер гурту Юркеш. Заслужений артист України.

### Померли
- Николин Василь — керівник Віньковецького надрайонного проводу ОУН.

## Туризм
| Рік  | Відео                                                         | Автори |
| ---- | ------------------------------------------------------------- | ------ |
| 2021 | «МАЙДАН, РОСІЯНИ СТАРООБРЯДЦІ, ЯДЕРНИЙ ЩИТ СРСР» дивись тут → | Хащі   |

## Галерея

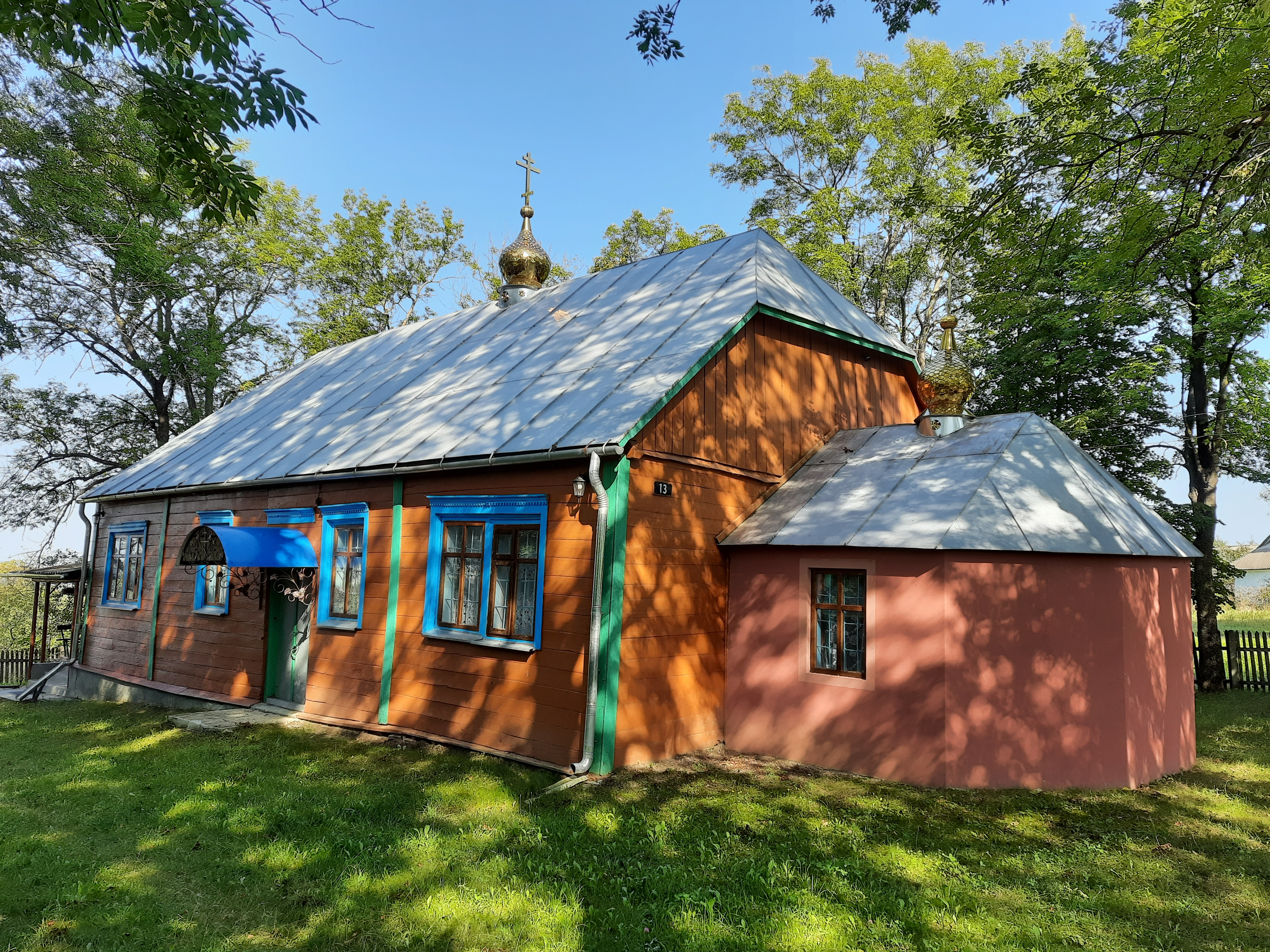
Старообрядська церква
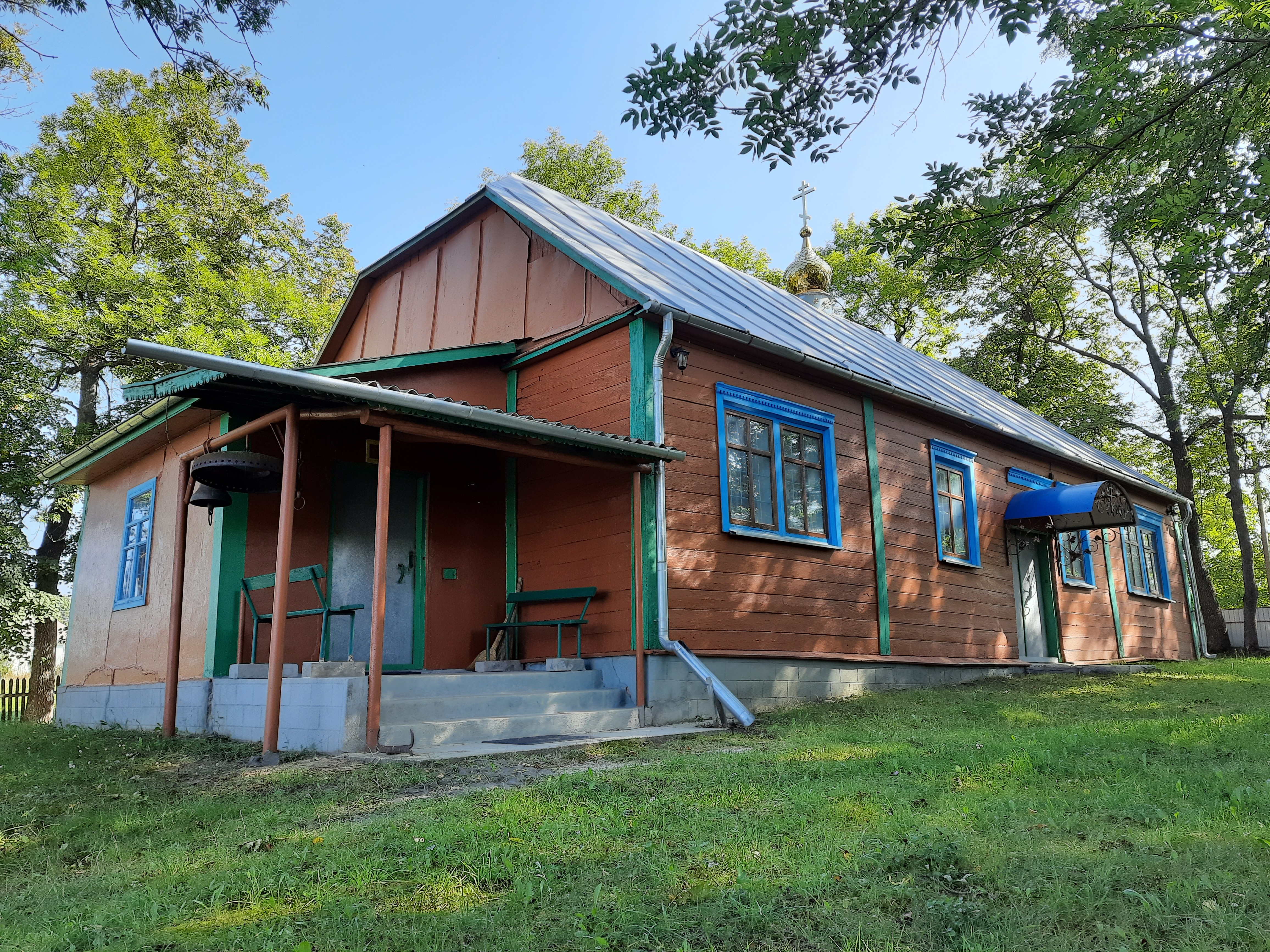
Старообрядська церква
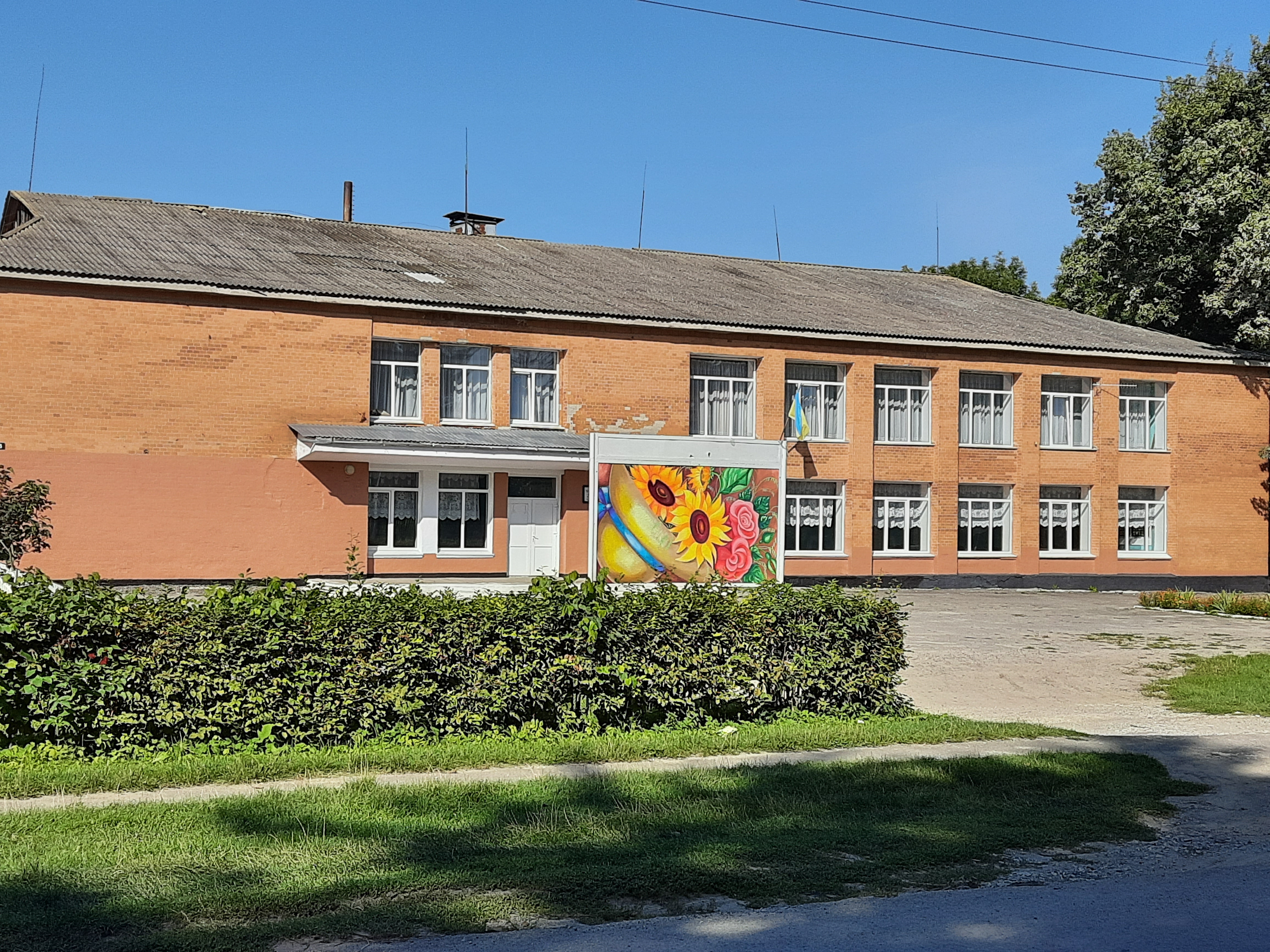
Будинок культури
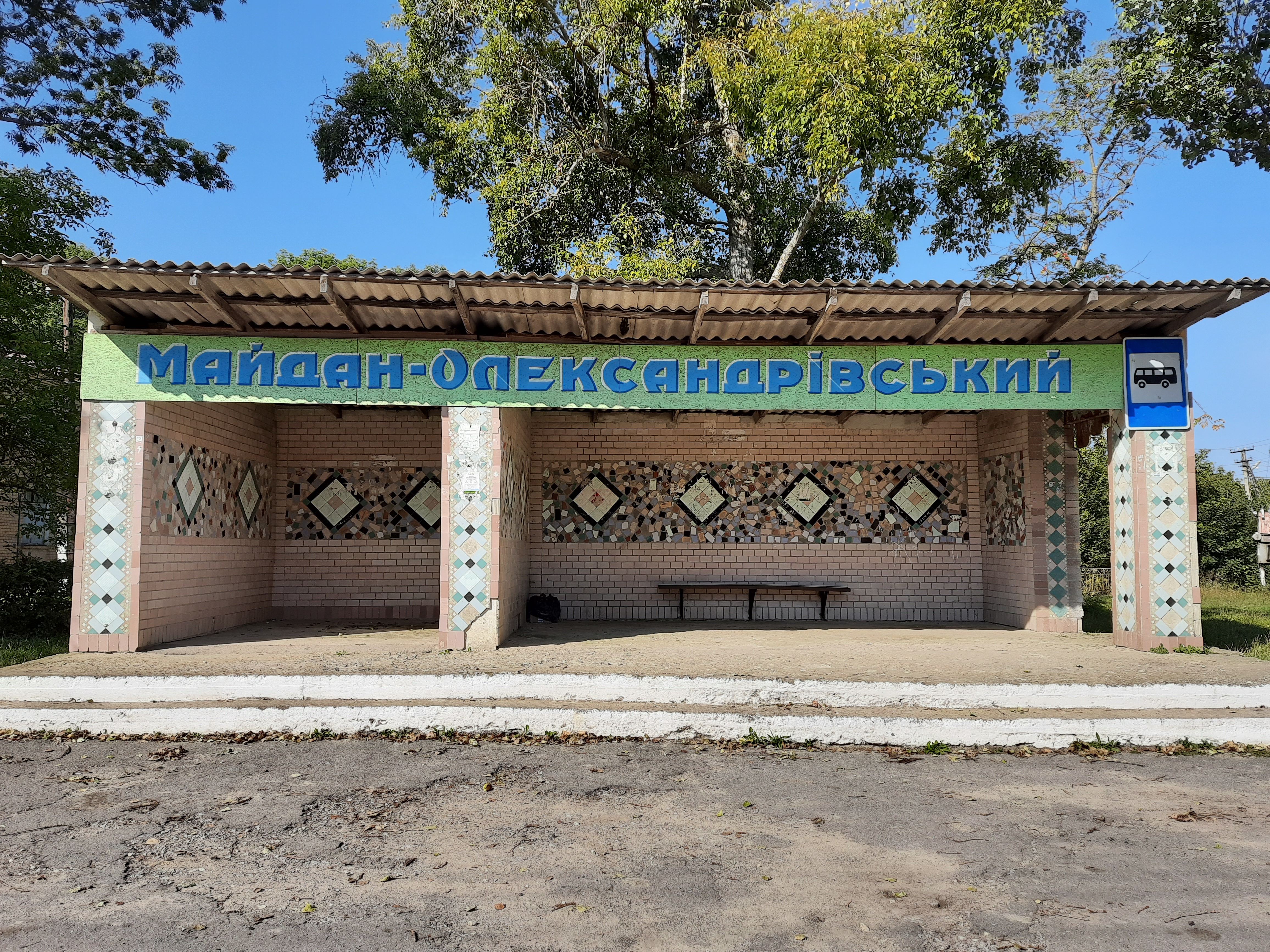
Автобусна зупинка